# ضرب دیریکله

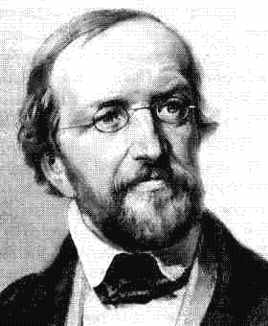
دیریکله ریاضیدان آلمانی که عمل ضرب دیریکله را تعریف نمود.

در نظریه اعداد، ضرب دیریکله یا پیچش دیریکله توابع حسابی، یک عمل دوتایی بین توابع حسابی است که از اهمیت زیادی برخوردار است. این نوع عمل اولین بار توسط دیریکله ریاضیدان آلمانی تعریف شده است.

## تعریف
اگر f و g دو تابع حسابی باشند، در این صورت حاصل ضرب دیریکله f و g را با f*g نشان می‌دهیم و برای هر عدد طبیعی n به صورت زیر تعریف می‌کنیم:
{\displaystyle (f*g)(n)=\sum _{d|n}f(d)g\left({\frac {n}{d}}\right)}
که در آن مجموع روی مقسوم علیه‌های n است. چنین مجموع‌هایی در سراسر نظریه اعداد بویژه نظریه تحلیلی اعداد رخ می‌دهند و لذا از اهمیت خاصی دارند.

## خواص جبری ضرب دیریکله
قضیهحاصل ضرب دیریکله توابع حسابی جابجایی است. یعنی اگر f,g توابعی حسابی باشند، f*g=g*f
برهانبرای هر عدد طبیعی n داریم:
{\displaystyle (f*g)(n)=\sum _{d|n}f(d)g\left({\frac {n}{d}}\right)=\sum _{d|n}g(d)f\left({\frac {n}{d}}\right)=(g*f)(n)}
توجه داشته باشید که دو مجموع فوق فقط در ترتیب عوامل شرکت کننده در جمع تفادت دارند.￭
قضیهحاصل ضرب دیریکله توابع حسابی شرکت پذیر است. یعنی اگر f,g،h توابعی حسابی باشند،
f*(g*h)=(f*g)*h
برهانابتدا توجه می‌کنیم که برای هر عدد طبیعی n می‌توان نوشت:
{\displaystyle (f*g)(n)=\sum _{d|n}f(d)g\left({\frac {n}{d}}\right)=\sum _{ab=n}f(a)g(b)}
حال برای هر n داریم:
{\displaystyle ((f*g)*h)(n)=\sum _{ab=n}(f*g)(a)h(b)=\sum _{ab=n}\left(\sum _{cd=a}f(c)g(d)\right)g(b)}
پس:
{\displaystyle ((f*g)*h)(n)=\sum _{adb=n}f(c)g(d)h(b)}
از طرفی داریم:
{\displaystyle (f*(g*h))(n)=\sum _{ab=n}f(a)(g*h)(b)}
پس:
{\displaystyle (f*(g*h))(n)=\sum _{ab=n}f(a)\left(\sum _{cd=b}g(c)h(d)\right)=\sum _{acd=n}f(a)g(c)h(d)}
پس حکم ثابت می‌شود.￭
قضیهتابع همانی {\displaystyle I(n)=\left[{\frac {1}{n}}\right]} عضو خنثی نسبت به ضرب دیریکله توابع حسابی است.
برهانبرای هر تابع حسابی f و عدد طبیعی n، داریم:
{\displaystyle (f*I)(n)=\sum _{d|n}f(d)\left[{\frac {d}{n}}\right]=f(n)}
توجه داشته باشید که جملات مجموع فوق برای هر d<n صفر بوده و برای d=n برابر (f(n می‌باشد. حال چون ضرب دیریکله جابجایی است پس f*I=I*f=f و لذا حکم ثابت می‌شود.￭
قضیهضرب دیریکله روی جمع توابع حسابی پخش پذیر است. یعنی اگر f,g،h توابعی حسابی باشند آنگاه:
f*(h+g)=f*g+f*h
برهانبرای هر عدد n داریم:
{\displaystyle (f*(g+h))(n)=\sum _{d|n}f(d)(g+h)\left({\frac {n}{d}}\right)}
پس:
{\displaystyle (f*(g+h))(n)=\sum _{d|n}f(d)g\left({\frac {n}{d}}\right)+\sum _{d|n}f(d)h\left({\frac {n}{d}}\right)=(f*g)(n)+(f*h)(n)}
ولذا حکم برقرار است.￭
قضیهحاصل ضرب دیریکله دو تابع ضربی، تابعی ضربی است.
برهانفرض می‌کنیم f,g دو تابع ضربی باشند و h=f*g. در این صورت اگر n,m اعداد طبیعی و متباین(نسبت به هم اول) باشند داریم:
{\displaystyle h(mn)=\sum _{d|mn}f(d)g\left({\frac {mn}{d}}\right)}
خواننده می‌تواند تحقیق کند که اگر m,n اعداد صحیح و متباین باشند و d|mn اعداد صحیح و یکتایی چون d1,d2 وجود دارند به طوری که d=d1d2 و d1|m و d2|n. با بکارگیری این قضیه برای هر d|mn اعداد a,b وجود دارند که d=ab و a|m و b|n پس عبارت فوق به صورت زیر قابل تبدیل است:
{\displaystyle h(mn)=\sum _{a|m \atop b|n}f(ab)g\left({\frac {mn}{ab}}\right)}
چون 1=(n,m) پس 1=(a,b) و نیز 1=(m/a,n/b) و چون f,g توابعی ضربی اند:
{\displaystyle h(mn)=\sum _{a|m \atop b|n}f(a)g\left({\frac {m}{a}}\right)f(b)g\left({\frac {n}{b}}\right)}
پس:
{\displaystyle h(mn)=\sum _{a|m}f(a)g\left({\frac {m}{a}}\right)\sum _{b|n}f(b)g\left({\frac {n}{b}}\right)}
{\displaystyle \quad \ =(f*g)(m)(f*g)(n)=h(m)h(n)}
بنابراین h ضربی است و حکم ثابت می‌شود.￭

### معکوس دیریکله
نکته جالب توجه این است که رده‌ای از توابع حسابی نسبت به ضرب دیریکله دارای معکوس هستند. اگر f تابعی حسابی باشد، تابع حسابی g را معکوس دیریکله f می‌گوییم هرگاه f*g=g*f=I. قضیه زیر بیان می‌کند که یک تابع حسابی در چه صورت دارای معکوس دیریکله است.
قضیهاگر f تابعی حسابی باشد که 0≠(f(1 در این صورت تابع حسابی یکتایی چون f−1 وجود دارد که معکوس دیریکله f نام دارد و داریم f*f−1=f−1*f=I که I تابع همانی است. همچنین f−1 از دستور زیر برای هر n قابل محاسبه است:
{\displaystyle f^{-1}(1)={\frac {1}{f(1)}}}
{\displaystyle \forall n>1:f^{-1}(n)={\frac {-1}{f(1)}}\sum _{d|n \atop d<n}f\left({\frac {n}{d}}\right)f^{-1}(d)}
برهانفرض می‌کنیم f تابعی حسابی باشد که 0≠(f(1. نشان می‌دهیم معادله f*f−1=I برای هر عدد طبیعی جواب یکتا دارد. این کار را به استقرا روی n انجام می‌دهیم. اگر n=1 در این صورت:
{\displaystyle (f*f^{-1})(1)=f(1)f^{-1}(1)=1=I(1)}
پس جواب معادله {\displaystyle f^{-1}={\frac {1}{f(1)}}} است و یکتا است. حال فرض می‌کنیم حکم برای هر عدد طبیعی کوچک‌تر از n درست باشد. نشان می‌دهیم حکم برای n نیز درست است. معادله
{\displaystyle (f*f^{-1})(n)=I(n)=0}
را حل می‌کنیم(چون n>1 عبارت برابر صفر است). داریم:
{\displaystyle (f*f^{-1})(n)=f(1)f^{-1}(n)+\sum _{d|n \atop d<n}f(n/d)f^{-1}(d)=0}
پس:
{\displaystyle f^{-1}(n)={\frac {-1}{f(1)}}\sum _{d|n \atop d<n}f(n/d)f^{-1}(d)}
و بنابر فرض استقرا جوابی یکتا حاصل می‌شود و برهان کامل می‌شود.￭

### معکوس دبریکله تابع کاملاً ضربی
اگر f تابعی کاملاً ضربی باشد، معکوس دیریکله آن به سادگی قابل محاسبه است. ابتدا دقت می‌کنیم که هر تابع ضربی و بخصوص تابع کاملاً ضربی دارای این خاصیت است که 1=(f(1 پس معکوس دیریکله در هر حال وجود دارد.
قضیهاگر f تابعی کاملاً ضربی باشد، f−1=f.μ که در آن μ تابع موبیوس است.
برهانفرض کنیم f تابعی کاملاً ضربی باشد. در این صورت با فرض g=f.μ داریم:
{\displaystyle (g*f)(n)=\sum _{d|n}g(d)f\left({\frac {n}{d}}\right)=\sum _{d|n}f(d)\mu (d)f\left({\frac {n}{d}}\right) \atop =\sum _{d|n}f(n)\mu (d)=f(n)\sum _{d|n}\mu (d)=f(n)I(n)=I(n)}
پس {\displaystyle f^{-1}(n)=f(n)\mu (n)} و لذا حکم ثابت می‌شود.￭
- توجه داشته باشید که عکس قضیه فوق نیز برقرار است که ما در اینجا به آن نمی‌پردازیم.

## چند نتیجه مهم
فرض می‌کنیم:
{\displaystyle {\mathcal {F}}=\{f:\mathbb {N} \to \mathbb {C} |f(1)\neq 0\}}
با بررسی خواص و مطالبی که تا کنون در مورد ضرب دیریکله توابع حسابی بیان کردیم می‌توان گفت مجموعه F (مجموعه همه توابع حسابی که در یک مخالف صفر هستند):
1. به همرا عمل ضرب دیریکله تشکیل یک گروه آبلی را می‌دهد.
2. به همراه جمع توابع و ضرب دیریکله تشکیل یک میدان می‌دهد. بعلاوه مجموعه همه توابع حسابی در حالت کلی به همراه جمع توابع و ضرب دیریکله تشکیل یک حلقه جابجایی یکدار را تشکیل می‌دهد که عناصر یکه در آن توابعی هستند که در نقطه یک صفر نشو باشند.

## پیچش‌های تعمیم یافته
بدلیل اهمیت نوع مجموع‌هایی که در ضرب دیریکله دو تابع حسابی ظاهر می‌شود این مجموع را بین یک تابع حسابی و یک تابع مختلط یا حقیقی تعمیم می‌دهند.
از این پس، فرض کنید F تابع حقیقی یا مختلط با دامنه اعداد حقیقی مثبت باشد که برای هر {\displaystyle 0<x<1}، داشته باشیم 0=(F(x. حال اگر α تابعی حسابی باشد، عمل {\displaystyle \circ } را به بین F و α به صورت زیر تعریف می‌کنیم:
{\displaystyle (\alpha \circ F)(x)=\sum _{n\leq x}\alpha (n)F\left({\frac {x}{n}}\right)}
که {\displaystyle \alpha \circ F} را می‌توان تابعی چون (G(x در نظر گرفت.
توجه داشته باشید که اگر برای هر عدد غیر صحیح x داشته باشیم 0=(F(x در این صورت با تحدید دامنه F به مجموعه اعداد صحیح F تابعی حسابی خواهد بود و عمل ° در آن همان عمل ضرب دیریکله * خواهد بود. از این رو عمل ° تعمیمی بر ضرب دیریکله * است.
به آسانی می‌توان تحقیق کرد که تابع همانی I معکوس چپ پیچش تعمیم یافته است. یعنی برای هر تابع F داریم I°F=F.
قضیهفرض کنید ° عمل پیچش تعمیم یافته باشد و * ضرب دیریکله باشد و α,β دو تابع حسابی باشند در این صورت:
{\displaystyle \alpha \circ (\beta \circ F)=(\alpha *\beta )\circ F}
برهانبرای هر x>0 داریم:
{\displaystyle \alpha \circ (\beta \circ F)(x)=\sum _{n\leq x}\alpha (n)(\beta \circ F)(x/n)}
{\displaystyle =\sum _{n\leq x}\alpha (n)\sum _{m\leq {\frac {x}{n}}}\beta (m)F\left({\frac {x}{nm}}\right)}
حال چون mn≤x و mn عددی صحیح است پس به ازای عدد صحیح d داریم mn=d پس n|d و d≤x بعلاوه این نشان می‌دهد عدد صحیح m وجود دارد که mn=d≤x. پس:
{\displaystyle \alpha \circ (\beta \circ F)(x)=\sum _{d\leq x}\left(\sum _{n|d}\alpha (n)\beta (n/d)F(x/d)\right)}
{\displaystyle =\sum _{d\leq x}(\alpha *\beta )(d)F(x/d)=((\alpha *\beta )\circ F)(x)}
و برهان حکم کامل می‌شود.￭

### انعکاس تعمیم یافته
اگر α تابعی حسابی با معکوس دیریکله 1-α باشد و x>0، در این صورت اگر:
{\displaystyle G(x)=\sum _{n\leq x}\alpha (n)F\left({\frac {x}{n}}\right)}
آنگاه
{\displaystyle F(x)=\sum _{n\leq x}\alpha ^{-1}(n)G\left({\frac {x}{n}}\right)}
برهانبرای اثبات از خواص جبری پیچش تعمیم یافته استفاده می‌کنیم. بنابه فرض داریم {\displaystyle G=\alpha \circ F} پس:
{\displaystyle \alpha ^{-1}\circ G=\alpha ^{-1}\circ (\alpha \circ F)=(\alpha ^{-1}*\alpha )\circ F=F}
پس: {\displaystyle F(x)=\sum _{n\leq x}\alpha ^{-1}(n)G\left({\frac {x}{n}}\right)}
و برهان کامل است.￭

### فرمول انعکاس موبیوس
معادله ی {\displaystyle f(n)=\sum \limits _{d\left|n\right.}{g(d)}}
معادله ی {\displaystyle g(n)=\sum \limits _{d\left|n\right.}{f(d)\mu ({\frac {n}{d}}})}
را که فرمول انعکاس موبیوس نام دارد ایجاب می کند. برعکس فرمول انعکاس موبیوس معادله ی اول را ایجاب می کند.